# Легенда о јесени
Легенда о јесени (енгл. Legends of the Fall) је епска филмска драма из 1994. базирана на истоименој новели Џима Харисона. Филм је режирао Едвард Звик, а главне улоге играју: Бред Пит, Ентони Хопкинс, Ејдан Квин, Џулија Ормонд и Хенри Томас

## Улоге
| Глумац         | Улога                            |
| -------------- | -------------------------------- |
| Бред Пит       | Тристан Ладлоу                   |
| Ентони Хопкинс | пуковник Вилијам Ладлоу          |
| Ејдан Квин     | Алфред Ладлоу                    |
| Џулија Ормонд  | Сузана Динканон Ладлоу           |
| Хенри Томас    | Самјуел Ладлоу                   |
| Карина Ломбард | Изабел „Изабел Два” Декер-Ладлоу |
| Гордон Тутусис | Убод                             |
| Кристина Пиклс | Изабел Ладлоу                    |
| Пол Десмонд    | Декер                            |
| Танту Кардинал | Пит Декер                        |
| Роберт Визден  | Џон-Ти О’Банион                  |
| Џон Новак      | Џејмс О’Банион                   |
| Кенет Велш     | шериф Тинерт                     |
| Медвед Барт    | медвед                           |